# Emil Just
Emil Just (* 18. Juni 1885 in Strasburg, Westpreußen; † 21. Januar 1947 in Kaunas, Sowjetunion) war ein deutscher Generalmajor und Kommandant der Oberfeldkommandantur 396 im besetzten Litauen.

## Leben
Just kämpfte während des Ersten Weltkrieges beim Reserve-Infanterie-Regiment Nr. 59, wo er den Rang eines Hauptmanns erreichte. Von November 1918 bis August 1919 war er Kommandeur des von ihm gegründeten Grenzschutz-Bataillons III, das gegen polnische Aufständische im Landkreis Bromberg kämpfte. Danach war er ab Ende Januar 1920 bei der Berliner Polizei. In 1924 trat er in die Abwehr ein. Während des Zweiten Weltkrieges war er unter anderem ab Oktober 1940 als Nachfolger von Oberst Carl Wahle bis Mitte Oktober 1941 Militärattaché in Rumänien und Oberfeldkommandant im besetzten Litauen, wo er unter anderem die Bildung der Litauischen Bau-Bataillonen beaufsichtigte.
Am 31. Januar 1945 wurde Just aus dem Militärdienst entlassen und kehrte nach Berlin zurück. Nach der Eroberung der Stadt durch die Rote Armee, wurde er von den Sowjets festgenommen. Just wurde am 2. November 1946 wegen Spionage gegen die Sowjetunion sowie Massentötung und Verschleppung sowjetischer Bürger von einem sowjetischen Militärtribunal zum Tode verurteilt. Sein Gnadengesuch wurde am 30. Dezember 1946 abgelehnt und das Urteil im Januar 1947 in Kaunas vollstreckt.

## Auszeichnungen
- Eisernes Kreuz I. Klasse (1915)
- Eiserner Halbmond (1917)
- Kriegsverdienstkreuz (1942)
- Deutsches Kreuz in Silber (1944)